# Hans Rott
Hans Rott (1. august 1858 i Wien, Østrig – 25. juni 1884 sammesteds) var en østrigsk komponist og organist.
Rott er nok mest kendt for sin symfoni i E dur, som komponisten Gustav Mahler satte højt. Rott studerede en periode orgel under Anton Bruckner, men det var kompositionen der blev hans kald. Han nåede kun at komponere få orkesterværker i sin tid, bla. en symfoni nr. 2 som er ufuldendt og en begyndelse på en symfoni for strygeorkester, da han var inde og ude af mentale institutioner fra tid til anden. Han døde kun 25 år gammel af tuberkulose i 1884.

## Udvalgte værker
- Symfoni nr. 1 i E dur (1878–1880) - for orkester
- Symfoni nr. 2 (1880) (ufuldendt) - for orkester
- Symfoni (1874–1875) (fragment) - for strygeorkester
- Symfonifinale i F dur (1876) (fragment) - for orkester
- Strygekvartet i C mol (1876) - for strygekvartet
- "Et Præludium til Julius Cæsar" (1877) – for orkester
- Orkesterforspil i E dur (1876) - for orkester